# Caryonopera pyrrholopha
Caryonopera pyrrholopha là một loài bướm đêm trong họ Noctuidae.